# Bäcklands ören
Bäcklands ören är en ö i Åland (Finland). Den ligger i Skärgårdshavet och i kommunen Kumlinge i landskapet Åland, i den sydvästra delen av landet. Ön ligger omkring 51 kilometer nordöst om Mariehamn och omkring 240 kilometer väster om Helsingfors.
Öns area är 4,9 hektar och dess största längd är 320 meter i nord-sydlig riktning.